# Vancleavea
Vancleavea campi
Genre
Espèce
Vancleavea est un genre éteint de reptiles archosauriformes semi-aquatiques ayant vécu au Trias supérieur. Ses restes fossiles ont été découverts aux États-Unis (Arizona, Nouveau-Mexique, Texas et Utah) ; ils sont courants, mais mal préservés, dans la formation géologique de Chinle.
Une seule espèce est rattachée au genre, Vancleavea campi, décrite par Robert A. Long (d) et Phillip A. Murry en 1995.

## Description
Vancleavea mesurait environ 1,20 mètre de longueur. Ses membres sont relativement courts et son crâne fortement ossifié. Ses narines s'ouvrent dorsalement (orientées vers le haut) et sa mâchoire contient des crocs caniformes. 
Des ostéodermes imbriqués recouvrent tout son corps. Chaque ostéoderme possède une quille centrale prononcée et une projection antérieure. L'ilion de Vancleavea ressemble à ceux des Drepanosaurus. 
La morphologie unique de Vancleavea diffère grandement de tout autre archosauriforme basal connu.

## Classification
Le cladogramme des Archosauria, ci-contre, a été établi en 2008 par William G. Parker et Bronson J. Barton.